# Nico Rudolph

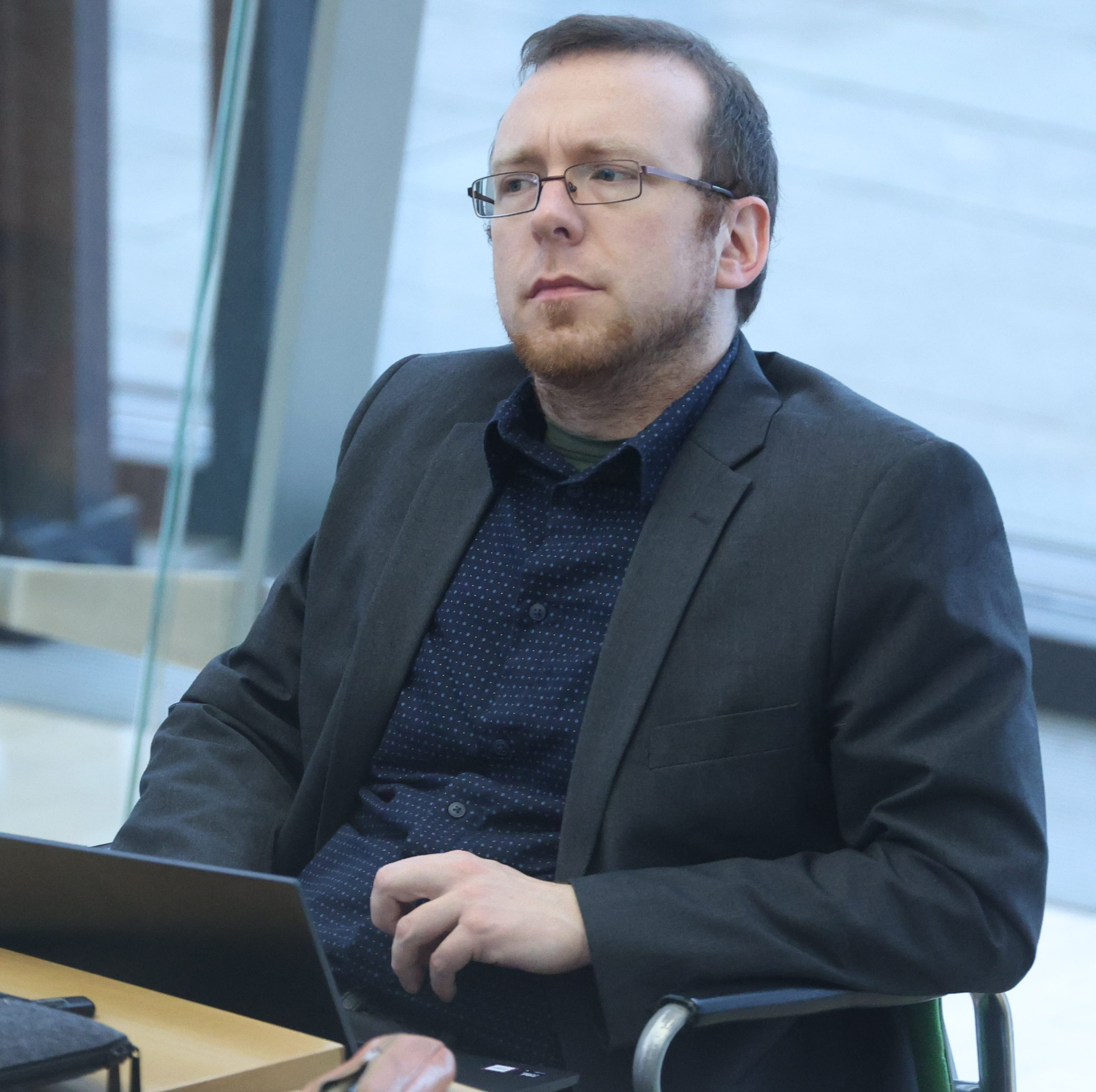
Nico Rudolph (2024)

Nico Rudolph (* 1989 in Burgstädt) ist ein deutscher Politiker (BSW, zuvor Die Linke).

## Leben und Beruf
Nico Rudolph ist gelernter Sozialarbeiter und arbeitete als Sozialberater bei Neue Arbeit Chemnitz.

## Politik
Nico Rudolph war von 2012 bis 2021 Mitglied der Linken und Beisitzer im Stadtvorstand Chemnitz, trat jedoch 2021 aufgrund innerparteilicher Konflikte über Maßnahmen gegen die Corona-Pandemie aus, zudem war er Sachsen-Koordinator der Aufstehen-Bewegung von Sahra Wagenknecht. Nico Rudolph trat 2024 ins Bündnis Sahra Wagenknecht ein, wurde bei den Kommunalwahlen 2024 in den Chemnitzer Stadtrat gewählt und ist Mitglied im BSW-Landesvorstand.
Bei der Landtagswahl in Sachsen 2024 belegte Rudolph den elften Platz der Landesliste des BSW, sodass er Mitglied des 8. sächsischen Landtages wurde.

## Positionen
Nico Rudolph kritisiert die restriktiven Maßnahmen zur Eindämmung der Corona-Pandemie sowie eine mögliche Impfpflicht. Auf einem Parteitag des BSW kritisierte er, dass während der Pandemie 30 Prozent der Bevölkerung „ausgegrenzt und als Schwurbler bezeichnet“ würden. Im BSW fordert er eine Aufarbeitung der Corona-Pandemie im sächsischen Landtag.
2019 forderte er beim Linken-Bundesparteitag mit anderen Delegierten und der Kommunistischen Plattform das Ende der Sanktionen gegen Russland. Ebenfalls kritisierte er die Waffenlieferungen an die Ukraine und bezeichnet sich als Friedensaktivist.